# Daniel Höra
Daniel Höra (* 1965 in Hannover) ist ein deutscher Autor, der auch das Pseudonym Daniel Knillmann verwendet hat.
Bekannt wurde er mit seinem Jugendbuch Gedisst, nachdem er 2001 mit dem Roman Mora! debütiert hatte.
In diesem Roman beschreibt er den Alltag eines Jugendlichen, der in einer ostdeutschen Plattenbausiedlung lebt und des Mordes an einer alten Frau verdächtigt wird. Alex, der Ich-Erzähler, wird im Laufe der Geschichte von allen seinen Freunden verlassen und gemobbt. Da ihm niemand glaubt, dass er unschuldig ist, versucht er auf eigene Faust, den Mörder zu fassen. Das Buch weist eine harte, an den Hip-Hop-Jargon angelehnte Straßensprache auf. Höras Protagonisten sind desillusioniert. Ihr Alltag wird von Drogen, Gewalt und „Rumhängen“ bestimmt.
2011 ist Höras dritter Roman Das Ende der Welt veröffentlicht worden, ein dystopischer Jugendroman, der sich mit der Zukunft nach einer Katastrophe beschäftigt. Jegliche Ordnung ist auf den Kopf gestellt, die Gesellschaft in Kasten eingeteilt, die Menschen kämpfen um ihr tägliches Überleben.
Sein Roman Was wir nicht wollten wurde in die 2019  „White Ravens“-Empfehlungsliste der Internationalen Jugendbibliothek aufgenommen. Der Roman handelt von einer vorgetäuschten aber dann außer Kontrolle geratenen Entführung sowie den Gruppendynamiken unter den beteiligten Jugendlichen in einer Sozialbausiedlung.
Mehrere seiner Werke werden als Schullektüre verwendet.
Höra lebt mit seiner Familie in Berlin.

## Veröffentlichungen
- 2001: Mora! – Roman, Kowalke, Berlin, ISBN 978-3-932191-18-3 (als Daniel Knillmann)[3]
- 2009: Gedisst – Jugendbuch, Bloomsbury Kinderbücher & Jugendbücher, Berlin, ISBN 978-3-8270-5361-9
- 2010: Das Ende der Welt – Jugendbuch, Bloomsbury Kinderbücher & Jugendbücher, Berlin, ISBN 978-3-8270-5438-8
- 2012: Braune Erde – Jugendbuch, Bloomsbury Taschenbuch, Berlin, ISBN 978-3-8333-5099-3
- 2015: Das Schicksal der Sterne – Jugendbuch, Bloomoon, München, ISBN 978-3-8458-0758-4
- 2015: Auf dich abgesehen – Jugendbuch, Carlsen, Hamburg, ISBN 978-3-551-31353-9
- 2018: Kill you! – Jugendbuch, Carlsen, Hamburg, ISBN 978-3-551-31659-2
- 2018: Was wir nicht wollten – Jugendbuch, Ueberreuter, Berlin, ISBN 978-3-7641-7086-8
- 2019: Kopf runter, durchhalten – Jugendbuch, Carlsen, Hamburg, ISBN 978-3-551-31789-6
- 2021: Von wegen Freundschaft  – Jugendbuch, Carlsen,"  Hamburg, ISBN 978-3-551-31975-3
- 2023: Berlin-Gangster: Kriminalroman, Rotbuch, Berlin, ISBN 978-3-86789-213-1